# Tora Mosterstong
Tora Mosterstong (nórdico antiguo: Þóra Morstrstǫng Káradóttir — también Thora Mostaff — n. 895) fue una de las concubinas de Harald I de Noruega y madre de Haakon el Bueno, el más joven de los hijos del rey Harald y que fue el tercer rey de una Noruega unificada (c. 935 – 961). También fue madre de Ulfljotr Haraldsson.
Según la Saga de Harald de los Cabellos Hermosos, Tora era hija de Horda-Kåre, un importante e influyente caudillo vikingo de Hordaland. Aunque Snorri habla de ella como concubina y sirvienta, algo que comporta interpretaciones erróneas, hay que tener en cuenta que Horda-Kåre era uno de los más viejos aliados del rey Harald y uno de los oficiales de alto rango que le apoyaron en la batalla de Hafrsfjord. El hecho que Tora compartiera espacio con el rey, debió ser parte de la complicidad de los clanes familiares para mantener buenas relaciones según la tradición nórdica.